# Guamo
Guamo, auch El Guamo, ist eine Gemeinde (municipio) im Departamento Tolima in Kolumbien.

## Geographie
Guamo liegt in der Provincia de Suroriente in Tolima 72 km von Ibagué entfernt auf einer Höhe von 326 m ü. NN und hat eine Jahresdurchschnittstemperatur von 28 °C. Die Gemeinde grenzt im Norden an San Luis und El Espinal, im Osten an Suárez, im Süden an Purificación und Saldaña und im Westen an San Luis.

## Bevölkerung
Die Gemeinde Guamo hat 31.350 Einwohner, von denen 16.777 im städtischen Teil (cabecera municipal) leben (Stand: 2019).

## Geschichte
Das Gebiet des heutigen Guamo war ursprünglich von den indigenen Völkern der Lemayaes und Catufas bewohnt und wurde für die Spanier 1538 von Sebastián de Belalcázar erobert. Guamo wurde 1772 von einem Priester als Santa Ana del Guamo gegründet. Seit 1863 hat Guamo den Status einer Gemeinde.